# Корнуда
Корну̀да (на италиански и на венециански: Cornuda) е градче и община в Северна Италия, провинция Тревизо, регион Венето. Разположено е на 163 m надморска височина. Населението на общината е 6312 души (към 2010 г.).